# آریل گونزالس
آریل گونزالس (انگلیسی: Ariel González؛ زادهٔ ۲۲ اکتبر ۱۹۷۴) بازیکن فوتبال اهل آرژانتین است.
از باشگاه‌هایی که در آن بازی کرده‌است می‌توان به باشگاه فوتبال جیمناسیا لاپلاتا، باشگاه فوتبال آمریکا، باشگاه فوتبال کرتارو، و باشگاه فوتبال اونیورسیداد ناسیونال اشاره کرد.